# Бестшикув
Бестшикув (пол. Biestrzyków, нім. Eckersdorf) — село в Польщі, у гміні Сехниці Вроцлавського повіту Нижньосілезького воєводства.
Населення — 443 особи (2011).
У 1975-1998 роках село належало до Вроцлавського воєводства.

## Демографія
Демографічна структура станом на 31 березня 2011 року:
|          | Загалом | Допрацездатний вік | Працездатний вік | Постпрацездатний вік |
| -------- | ------- | ------------------ | ---------------- | -------------------- |
| Чоловіки | 211     | 45                 | 152              | 14                   |
| Жінки    | 232     | 59                 | 138              | 35                   |
| Разом    | 443     | 104                | 290              | 49                   |